# Chimbu Province
Chimbu (auch Simbu) ist eine der 21 Provinzen von Papua-Neuguinea. Diese Provinz ist 8.476 km² groß und damit die kleinste der Hochlandprovinzen. Mit ihren 376.473 Einwohnern im Jahr 2011 ist sie aber auch die am dichtest besiedelte. Hauptstadt ist Kundiawa mit 10.833 Einwohnern.

## Geographie
Chimbu besitzt eine kontrastreiche, von vielen als reizvoll beschriebene Landschaft: wilde, hohe Gebirgskämme, viele Wälder und weite fruchtbare Täler mit in Terrassenform angelegten Gärten und Kaffeeplantagen. Höchster Berg ist der Mount Wilhelm und ist Teil des Bismarckgebirges. Der Berg wurde 1888 vom deutschen Journalist und Forschungsreisenden Hugo Zöller nach Wilhelm von Bismarck, einem Sohn des Reichskanzlers Otto Fürst von Bismarck, benannt. Er ist mit 4509 Metern der höchste Berg Papua-Neuguineas.

## Geschichte
Durch Stammeskriege und Feindseligkeiten gegenüber europäischen Eroberern, war Chimbu lange Zeit ein für Europäer verbotenes Territorium. Erst 1957 wurde das Verbot aufgehoben, und 1966 wurde Chimbu eine eigene Provinz und von Eastern Highlands abgespalten.
Die Nachbarprovinzen sind Eastern Highlands im Osten, Madang im Norden, Jiwaka im Westen sowie Gulf und Southern Highlands im Süden.

## Bevölkerung
In Chimbu sind vor allem zwei ethnische Bevölkerungsgruppen beheimatet, die Kuman und die mit ihnen verwandten Chimbu, nach denen die Provinz ihren Namen erhielt. Als 1933 erstmals Europäer in das Gebiet kamen, riefen ihnen die Einheimischen immer wieder das Wort Chimbu zu, ein Ausdruck von Freude, Erstaunen und Zustimmung ähnlich wie hurra.
Die Chimbu sind klein und kräftig und wurden in der älteren Literatur wegen ihrer Gesichtszüge und langen, scharf geschnittenen Nasen als semitisch aussehend beschrieben.

## Distrikte und LLGs
Die Provinz Chimbu ist in sechs Distrikte unterteilt. Jeder Distrikt besteht aus einem oder mehreren „Gebieten auf lokaler  Verwaltungsebene“, Local Level Government (LLG) Areas, die in Rural (ländliche) oder Urban (städtische) LLGs unterschieden werden.
| Distrikt                                                     | Verwaltungszentrum | Bezeichnung der LLG-Gebiete |
| ------------------------------------------------------------ | ------------------ | --------------------------- |
| Chuave Distrikt                                              | Chuave             | Chuave Rural                |
| Chuave Distrikt                                              | Chuave             | Elimbari Rural              |
| Chuave Distrikt                                              | Chuave             | Siane Rural                 |
| Gumine Distrikt                                              | Gumine             | Bomai-Kumai Rural           |
| Gumine Distrikt                                              | Gumine             | Gumine Rural                |
| Gumine Distrikt                                              | Gumine             | Mount Digine Rural          |
| Karimui-Nomane Distrikt                                      | Karimui            | Karimui Rural               |
| Karimui-Nomane Distrikt                                      | Karimui            | Nomane Rural                |
| Karimui-Nomane Distrikt                                      | Karimui            | Salt Rural                  |
| Kerowagi Distrikt                                            | Kerowagi           | Gena-Waugla Rural           |
| Kerowagi Distrikt                                            | Kerowagi           | Kerowagi Rural              |
| Kerowagi Distrikt                                            | Kerowagi           | Kup Rural                   |
| Kundiawa-Gembogl Distrikt                                    | Kundiawa           | Kundiawa Urban              |
| Kundiawa-Gembogl Distrikt                                    | Kundiawa           | Mount Wilhelm Rural         |
| Kundiawa-Gembogl Distrikt                                    | Kundiawa           | Niglkande Rural             |
| Kundiawa-Gembogl Distrikt                                    | Kundiawa           | Waiye Rural                 |
| Sina Sina-Yonggomugl District (Sinasina-Yonggomugl Distrikt) | Yonggomugl         | Sinasina Rural              |
| Sina Sina-Yonggomugl District (Sinasina-Yonggomugl Distrikt) | Yonggomugl         | Suwai Rural                 |
| Sina Sina-Yonggomugl District (Sinasina-Yonggomugl Distrikt) | Yonggomugl         | Yonggomugl Rural            |